# ベンラファキシン
ベンラファキシン（Venlafaxine）は、セロトニン・ノルアドレナリン再取り込み阻害薬（SNRI）に分類される抗うつ薬である。商品名はイフェクサー。体内と大脳内で、神経伝達物質であるセロトニンとノルアドレナリンの濃度を上昇させる。
1993年に、アメリカ合衆国のワイス（現ファイザー）が発売した。うつ病（MDD）、全般性不安障害（GAD）、パニック障害、社交不安障害の治療に用いられる。日本では2015年に、うつ病・うつ状態の適応が下りている。薬機法における劇薬である。
ベンラファキシンとミルタザピンの組み合わせは、エスシタロプラム単剤での反応率や寛解率を上回ることはないが、有害作用が起こる可能性は高くなる。この組み合わせは俗にカリフォルニア・ロケットと呼ばれている。
ベンラファキシンの自殺目的での過量服薬による死亡率は三環系抗うつ薬、モノアミン酸化酵素阻害薬、ブプロピオンよりは低く、SSRIと同程度である。体内でデスベンラファキシン（O-デスメチルベンラファキシン）に代謝される。デスベンラファキシンにも抗うつ効果があり、米国で市販されている。
ベンラファキシンとパロキセチンは、服薬中止の際に最も重篤な離脱症状を呈する。半減期が短いため、飲み忘れによって離脱症候群が発生する可能性がある。

## 適応

### 日本
日本において、ベンラファキシン（商品名：イフェクサー）は以下の順に効能・効果の適応が承認され、保険適用（薬価収載）されている。
- 2015年9月28日：「うつ病・うつ状態」として製造販売承認を取得した[13]。

### 承認申請中
- 2025年4月21日：「全般性不安障害」が適応で適応追加申請がされた[14]。

## 有効性
ベンラファキシンはうつ病、全般性不安障害、社交不安障害、パニック障害、血管運動症状に主に用いられる。低用量（150mg/日未満）ではセロトニン作動性神経にのみ作用するが、中等量（150mg/日以上 300mg/日以下）ではセロトニン作動系およびノルアドレナリン作動系にも作用する。高用量（300mg/日超）ではドーパミン作動性伝達にも影響を与える。
保険適応外使用として、デュロキセチンと同様に糖尿病性神経障害に使用されたり、偏頭痛予防に使用されることがある。しかし、ベンラファキシンが偏頭痛を引き起こすとの意見もある。偏頭痛に対するベンラファキシンの有効性を評価した研究は有効性を示している。しかしながら、治療薬として承認されているプレガバリンやデュロキセチンのほうが望ましい。
女性の更年期障害ならびに男性の前立腺癌のホルモン治療中における「ほてり」を低減する効果が発見されている。
セロトニン作動性とノルアドレナリン作動性の両方に 作用するため、ベンラファキシンは睡眠障害の一種であるナルコレプシー患者のカタプレキシー（筋肉の緊張消失）の軽減にも用いられる。いくつかの非盲検臨床試験および3つの二重盲検臨床試験で注意欠陥・多動性障害（ADHD）に対するベンラファキシンの有効性が示唆されている。また良好にデザインされた臨床試験によって心的外傷後ストレス障害（PTSD）への有効性が示されている。

### うつ病
日本うつ病学会のうつ病の診療ガイドラインは、有効性に関する様々な報告を併せて解釈すると、有効性と忍容性において、SSRI、SNRI、ミルタザピンを含む新しい抗うつ薬に優劣はつけられないとしている。
以下は個々の研究である。
複数の二重盲検試験がベンラファキシンのうつ病に対する効果を示している。ベンラファキシンは三環系抗うつ薬のアミトリプチリンやイミプラミンと同などの有効性を持ち、アミトリプチリンよりも良好な忍容性を示した。試験に用いた評価尺度で見ると、有効性はセルトラリンやフルオキセチンと同等以上であった。高用量のベンラファキシンでは、寛解が維持されたり「非常に改善された」となる患者が多かったが、「反応」または「改善」した患者の数では同様であった。ベンラファキシンとSSRIや三環系抗うつ薬とをメタアナリシスで比較した結果、ベンラファキシンが最も優位であった。同じ基準で評価すると、ベンラファキシンは非定型抗うつ薬ブプロピオンと同等の有効性を示したが、寛解（治癒）率はベンラファキシンの方が低かった。ある二重盲検試験では、SSRIに反応しなかった患者をベンラファキシンかシタロプラムに切り替えた結果、両者で同様の改善率が示された。
抗精神病薬であるアリピプラゾールとの併用で、高齢者の難治性うつ病の治療成績が向上することが示された。しかし副作用の面では、高齢者に対するアリピプラゾールを含む抗精神病薬の試験では、代謝マーカー（BMI、血圧、血糖値、コレステロール、トリグリセド）が悪化し、36.5%がメタボリックシンドロームとなり、危険性/利益の比率がよくないのでよく相談されるべきであるとされている。

## 禁忌
下記の患者には禁忌とされている。
- モノアミン酸化酵素（MAO）阻害剤を投与中、あるいは投与中止後2週間以内の患者（時に致死的なセロトニン症候群が生じる[1][2][29]）
- 重度の肝機能障害（Child-Pugh分類C）のある患者
- 重度の腎機能障害（糸球体濾過量15mL/min未満）のある患者または透析中の患者
- 製剤成分（有効成分、ゼラチン、セルロース、ヒプロメロース（英語版）、エチルセルロース、酸化鉄、酸化チタン(IV)）に過敏症の既往歴のある患者

### 緑内障
ベンラファキシンは眼圧を上昇させるので、緑内障患者が服用する場合は眼圧検査を頻回に受ける必要がある。

### 小児
低出生体重児、新生児、乳児、幼児、小児に対する有効性および安全性は確立していない。

### 妊婦
妊婦に対する臨床試験はほとんどない。2010年5月にCanadian Medical Association Journal に公表された研究では、ベンラファキシンの服用は流産の危険性を2倍に上昇させていた。そのため、妊婦または妊娠している可能性のある女性では、治療上の利益が危険性を上回ると判断された場合にのみ投与するよう熟慮する必要がある。前向き試験では、先天性奇形の有意な増加は見られなかったが、治療の必要な新生児異常が数件報告されている。他のセロトニン再取り込み阻害薬（SRI）と同様に、これらの異常は3〜5日で消失し、重篤な合併症が残ることは稀である。

## 副作用
重大な副作用として知られているものは、セロトニン症候群、悪性症候群、抗利尿ホルモン不適合分泌症候群（SIADH）、QT延長症候群、心室頻拍（torsades de pointesを含む）、心室細動、痙攣、中毒性表皮壊死融解症（Toxic Epidermal Necrolysis：TEN）、皮膚粘膜眼症候群（Stevens-Johnson症候群）、多形紅斑、横紋筋融解症、無顆粒球症、再生不良性貧血、汎血球減少症、好中球数減少、血小板数減少、間質性肺疾患、高血圧クリーゼ、尿閉である。

### 自殺
アメリカ食品医薬品局(FDA)は、ベンラファキシンを含む全ての抗うつ薬に黒枠警告を設け、自殺の危険性について周知させている。
ベンラファキシンの成人のうつ病の治療についての21の偽薬対照臨床試験を結合した2014年のメタアナリシスでは、ベンラファキシンで自殺の考えおよび行動が減少することが示された。
フィンランドで実施された15,000名の患者に対する3.4年間の追跡調査では、ベンラファキシンは未治療と比較して自殺リスクを60%上昇（統計学的有意差あり）させることが判明した。その一方で、フルオキセチンは自殺リスクを半減させた。
さらに別の疫学研究は、イギリスの一般診療研究データベースの20万名以上のデータを解析した。治療開始時には、ベンラファキシンを処方されていた患者は、他の抗うつ薬を処方されていた患者よりも自殺の危険因子が大きかった（以前に自殺企図があるなど）。ベンラファキシンを服用していた患者では、フルオキセチンやシタロプラムを服用していた患者より自殺完遂率が有意に高かった。危険因子を調整すると、有意でないフルオロキセチンやドスレピンに比べて、ベンラファキシンは自殺との関連性が高かった。調整後も自殺企図のリスクはベンラファキシンで有意に高かったが、研究者は残差交絡の影響もあり得るとした。
FDAの統計学者による臨床試験の解析結果によると、ベンラファキシンを服用した成人の自殺行動はフルオロキセチンや偽薬に比べて有意には多くない。
ベンラファキシンの投与は、米国では小児・青年・若年成人には禁忌である。FDAが臨床試験を解析した結果、ベンラファキシンでは25歳未満の服用患者の自殺の考えや行動の危険率が5倍になり有意に増加した。他の解析では、7〜11歳の小児ではベンラファキシンの有効性は偽薬と変わらず、12〜17歳の青年ではうつ病の改善が見られた。しかし両グループで、偽薬と比べて攻撃性と自殺行動が増加した。SSRIの治療で効果が見られなかったうつ病のティーンエイジャーを対象にして、他のSSRIとベンラファキシンとを無作為に割り付けて服用させたところ、ベンラファキシン服用者の方が自殺率が上昇した。特に自殺を試みた事のある10代では、ベンラファキシンに切り替えた後の自殺企図や自傷行為は、他のSSRIに切り替えた患者よりも、有意に6割多かった。

### 離脱症候群
ベンラファキシンの服用を中止すると、ベンゾジアゼピンやオピオイド系薬剤を中止した時と同様に離脱症候群が発生する。この症候群のリスクが高いことは、ベンラファキシンの血中濃度半減期が短いことを反映していると思われる。
離脱症候群の症状はパロキセチンなどのSSRIに似ているが同じではない。ベンラファキシンでは服用を突然中止すると、特に最初の3日間に離脱症状が起こることが18名の研究で判明している。2001年にDrug Safety 誌に掲載された情報によると、「ベンラファキシン中止時はフルオキセチンに切り替えて離脱症状を抑えることができる」ので、その後断薬するのが良いとしている。フルオキセチン（プロザック）は半減期が長いため、離脱症状を緩和するための薬剤の置換に用いられるが、日本では未発売である。
ノルアドレナリンは離脱症候群で重要な役割を果たしている。ベンラファキシンからの離脱中、セロトニンとノルアドレナリンの両方が急速に枯渇し、濃度が低下する事で離脱症状が引き起こされていると思われる。

### セロトニン症候群
時に致死的なセロトニン症候群（セロトニン毒性として分類される）がベンラファキシン治療中、特にセロトニン作動薬の併用時に発生することがある。併用薬はSSRIやSNRIに限らず、多くの幻覚剤（トリプタミン類やフェネチルアミン類、すなわちLSD/LSA、DMT、MDMA、メスカリン）、 デキストロメトルファン（DXM）/デキストロファン（DXO）、トラマドール、タペンタドール、ペチジン（メペチジン）、トリプタンのほか、セロトニンの代謝を阻害する薬剤（MAO阻害薬を含む）でも発生する。セロトニン症候群では精神状態の変容（易怒性、幻覚、昏睡）、自律神経の不安定（頻脈、血圧の不安定、異常高熱）、神経筋の異常（反射亢進、協調運動失調）および／または、消化器系症状（嘔気、嘔吐、下痢）が起こる。ベンラファキシン誘発性セロトニン症候群が単剤過量投与した症例で報告されている。全ての症状が出揃わない不完全なセロトニン症候群がベンラファキシン中用量（150mg/日）服用例で報告されている。低用量ベンラファキシン（37.5mg/日）でもセロトニン症候群が発生した例が報告されている。

### 相互作用
セント・ジョーンズ・ワートを含む食品を摂っている時は、ベンラファキシンには注意が必要である。ベンラファキシンは痙攣発作の閾値を下げるので、ブプロピオン、トラマドールなどの痙攣発作の閾値を下げる医薬品を併用する場合は低用量で慎重に使用しなければならない。

### 双極性障害
ベンラファキシンは双極性障害の大うつ病エピソードには推奨されておらず、承認もされていない。ベンラファキシンが躁病または混合エピソードを誘発する危険がある。ベンラファキシンはSSRIやブプロピオンよりも、双極性障害患者の躁病または混合エピソードを誘発し易い。

### その他
ベンラファキシンを高用量服用すると、一部の簡易尿検査試薬のフェンサイクリジン（PCP）検出テストで偽陽性が出る。

## 過剰摂取
ベンラファキシンを過剰摂取した多くの患者で軽度の症状が見られる。生存し症状が回復した患者の血中ベンラファキシン濃度は6〜24mg/Lで、死亡例の検視結果は10〜90mg/Lの範囲である。後ろ向き研究の結果、ベンラファキシンの過剰摂取の結果はSSRIの過剰摂取よりも死亡リスクが高いが、三環系抗うつ薬よりは低いことが示された。医療関係者は、ベンラファキシン製剤の1カプセル当りの含有量を最小限にして、患者が大量に服薬しないよう対策すべきであるとした。 通常、フルオロキセチン、パロキセチン、シタロプラムの様に最初に用いる薬剤よりもベンラファキシンを組み合わせて用いる方が効果が高いものの嘔気、頭痛、不眠、眠気、口渇、便秘、性的不能、発汗、神経過敏などの副作用も強いため、治療の第2段階に用いられる。 
ベンラファキシンの解毒剤は存在しないので、治療は発生している症状に対する対症療法である。活性炭の投与は消化管内の薬物の吸収を抑えることができる。心電図とバイタルサインのモニタリングが必要である。痙攣にはベンゾジアゼピン類または他の抗てんかん薬を投与する。ベンラファキシンの分布容積が大きいので、強制利尿、血液透析、交換輸血、血液灌流は有効ではない。

## 作用機序
ベンラファキシンは通常セロトニン・ノルアドレナリン再取り込み阻害薬（SNRI）に分類されるが、セロトニン・ノルアドレナリン・ドーパミン再取り込み阻害薬（SNDRI）とされる事もある。気分に影響する主要な神経伝達物質の再取り込み蛋白質を阻害して、シナプスに残る活性神経伝達物質を増加させる。影響を受ける神経伝達物質はセロトニンとノルアドレナリンである。加えて高用量ではドーパミンの再取り込みを弱く阻害する。ノルアドレナリン輸送体がドーパミンをも輸送し、前頭葉ではドーパミンがノルアドレナリン再取り込みで不活性化されることが判っている。前頭葉の大部分ではドーパミン輸送体が欠けており、ベンラファキシンがこの部分でドーパミンの神経伝達を増加させることができる。
ベンラファキシンは間接的にオピオイド受容体（μ-、κ1-、κ3-、δ-サブタイプ）とα1アドレナリン受容体にも作用し、マウスにおいて疼痛閾値を上昇させる。マウスに薬剤を腹腔内投与して疼痛をホットプレート鎮痛計で測定すると、ベンラファキシンとミルタザピンの両方で用量依存的にナロキソン可逆性抗侵害受容作用を示した。このことはベンラファキシンが、麻薬が必要となる重度のうつ病の症例にも有効である可能性を示唆している。
| 結合部位 | IC50(nM) |
| -------- | -------- |
| SERT     | 27       |
| NET      | 535      |

### 薬物動態
ベンラファキシンの体内への吸収率は高く、経口投与で少なくとも92%が吸収されて全身循環に乗る。その多くが肝臓のCYP2D6アイソザイムで代謝されてデスベンラファキシン（O-desmethylvenlafaxine）となるが、これはベンラファキシンと同等の効果を持つSNRIであるので、CYP2D6の活性が高い患者でも低い患者でも有効性に関しては臨床的に差は見られない。しかし副作用は、CYP2D6の活性が低い患者でより重篤に出易い。ベンラファキシンとその代謝物は3日間で定常状態に達し、治療効果は通常3〜4週間で見られる。健常人に繰り返し投与した場合にはベンラファキシンの蓄積は見られない。ベンラファキシンと代謝物の主な排泄経路は腎臓である。ベンラファキシンの半減期は比較的短いので、患者は飲み忘れる事なく決まった時間に服薬しなければならない。1回飲み忘れただけで離脱症候群が発生する可能性がある。
ベンラファキシンはP糖蛋白質（P-gp）の基質であり、脳内から外へと搬出される。P-gpをコードする遺伝子であるABCB1はSNP rs2032583 を持ち、その対立遺伝子はCとTである。過半数のヒト（欧州で70%、東アジアで90%）はTT型である。2007年の研究で、アミトリプチリン、シタロプラム、パロキセチン、ベンラファキシンのいずれか（いずれもP-gpの基質である）で4週間治療した場合、少なくともCを一つ持つ（CC型またはCT型）とTT型よりも寛解率が7.27倍高いことが示された。この研究にはうつ病の他にII型双極性障害などの気分障害も含まれており、これらを除いてうつ病のみを比較すると9.4倍である。6週間経過時、Cを一つ以上持つタイプの患者の75%が治癒したのに対して、TT型では38%に留まった。

## 化学
ベンラファキシンの化学構造は (R/S)-1-[2-(ジメチルアミノ)-1-(4-メトキシフェニル)エチル]シクロヘキサノール塩酸塩 または (±)-1-[a[a-(ジメチルアミノ)メチル]p-メトキシベンジル]シクロヘキサノール塩酸塩 であり、実験式は C17H27NO2 である。白色から微灰色の結晶性粉末である。ベンラファキシンは構造的におよび薬理学的に非定型オピオイド鎮痛剤であるトラマドールと関係が近い。また新規オピオイドのタペンタドールとも類似する部分があるが、三環系抗うつ薬、SSRI、MAO阻害薬、RIMAといった既存の抗うつ薬との類似性はない。